# Szeptember 18.
Szeptember 18. az év 261. (szökőévben 262.) napja a Gergely-naptár szerint. Az évből még 104 nap van hátra.
Névnapok: Diána + Főbe, József, Metód, Richárd, Rikarda, Timur, Zara

## Események
- 1289 – E napon adományozza IV. László magyar király a kunok és tatárok elleni harcban magukat kitüntető székelyeknek a tordai várhoz tartozó Aranyos birtokot, és ezzel megveti Aranyosszék alapját.
- 1490 – Megkoronázzák II. Ulászló magyar királyt.
- 1635 – II. Ferdinánd német-római császár hadat üzen XIII. Lajos francia királynak.
- 1668 – III. Ferdinánd özvegye, Gonzaga Eleonóra királyné megalapítja a Csillagkeresztes Rendet.
- 1759 – A franciák formálisan is megadják magukat Québecben az angol csapatoknak.
- 1810 – Chile bejelenti függetlenségét Spanyolországtól.
- 1814 – Bécsben találkoznak az európai hatalmak monarchái és államférfiai, hogy Európa területi újjárendezéséről tárgyaljanak (bécsi kongresszus).
- 1851 – Megjelenik a The New York Times első száma, összesen 5000 példányban. Ára 1 cent.[1][2]
- 1902 –  Zilahon felavatják a Wesselényi-emlékművet, Fadrusz János alkotását.
- 1918 – Nagy-Britannia Palesztina-hadserege elfoglalja Akkót és Názáretet
- 1922 – Magyarországot felveszik a Népszövetségbe.
- 1931 – A japánok megszállják Mandzsúriát.
- 1934 – A Szovjetunió belép a Népszövetségbe.
- 1940 – Az U–48 német tengeralattjáró elsüllyeszti a SS City of Benares utas- és teherszállító gőzöst, melyen sok, a tengeren túlra kimenekíteni szándékozott gyerek is utazik.
- 1944 – Brit-amerikai légitámadások a budapesti vasúti hidak ellen: sikertelenül támadják az Összekötő vasúti hidat. Bombatalálatoktól megsérül az Újpesti vasúti híd. Bombatámadás a vajdasági Szabadka rendező pályaudvara ellen.
- 1946 – Kodolányi János befejezi Vízözön c. regényét.
- 1949 – Elindul az oktatás a Nehézipari Műszaki Egyetemen fizikaórával és 500 elsőévessel.
- 1971 – A Pink Floyd az első rockegyüttes, amely klasszikus zenei fesztiválon lép fel, a svájci Montreux-ben. Eljátszották az Atom Heart Mother c. számukat.
- 1973 – New Yorkban az ENSZ közgyűlésének 28. ülésszakán az NDK-t, mint 133. és az NSZK-t, mint 134. tagot felvették az Egyesült Nemzetek Szervezetébe.
- 1989 – Megszületik a megállapodás a békés politikai átmenetről, de azt nem írja alá minden résztvevő. Az Ellenzéki Kerekasztal széthullik, új politikai küzdelem kezdődik. Ezzel lezárul a háromoldalú „rendszerváltó” tárgyalások első fázisa Magyarországon (A tárgyalásokon elért eredmények ellenére 1989. szeptember 18-án Tölgyessy Péter az SZDSZ nevében nem írja alá a tárgyalások alapján készült megállapodást; népszavazást kezdeményez a kimaradt, illetve tisztázatlanul hagyott kérdésekről. E lépések következtében Magyarországon nem elnöki, hanem parlamentáris rendszer jött létre.)
- 1989 – Magyarország és Izrael 22 év után helyreállítja diplomáciai kapcsolatait.
- 1990 – Liechtenstein a ENSZ tagja lesz.
- 1990 – A rendszerváltás utáni első kormányprogram. A magyar kormány elfogadja „A nemzeti megújhodás” programját, melyet Matolcsy György miniszterelnökségi politikai államtitkár és munkatársai állítottak össze.
- 1992 – Csurka István bejelenti a Magyar Út Alapítvány létrehozását. Később ebből az alapítványból és mozgalmából nő ki a Magyar Igazság és Élet Pártja.
- 1994 – Baloldali győzelem születik a svéd parlamenti választásokon, Ingvar Carlsson alakít kormányt.
- 1998 – Megalakul az ICANN (Internet Corporation for Assigned Names and Numbers), mely jelenleg az olyan domain tartományok ellenőrzését, illetve kiosztását végzi, melyek például országokat (.hu – Magyarország stb.), területeket (.mobi – mobilszolgáltatások stb.) vagy nemzetközi címeket (.com, .org., .info stb.) jelölnek.
- 2006
  - Tüntetés kezdődik a budapesti Kossuth téren, követelve Gyurcsány Ferenc miniszterelnök lemondását, a május 26-i zárt frakcióülésen elhangzott és kiszivárogtatott beszédének tartalma miatt. A tüntetés átterjed a Szabadság térre, ahol megostromolják a Magyar Televízió székházát.
  - A Nemzetközi Űrállomásra indul az első női űrturista, az iráni mérnök, Anousheh Ansari.

## Születések
- 0053 – Traianus római császár († 117)
- 1587 – Francesca Caccini olasz előadóművész, zeneszerző, költő, zenetanár, Giulio Caccini lánya, ő az első női zeneszerző, aki operát szerzett († 1640)
- 1684 – Johann Gottfried Walther zeneszerző († 1748)
- 1709 – Samuel Johnson az első angol szótár elkészítője († 1784)
- 1765 – XVI. Gergely pápa († 1846)
- 1786 – VIII. Keresztély dán király († 1848)
- 1819 – Léon Foucault francia fizikus († 1868)
- 1859 – Franciszek Niżałowski, az Osztrák–Magyar Monarchia hadbírája, a Lengyel Hadsereg Legfelsőbb Katonai Bíróságának elnöke († 1937)
- 1872 – Csizmadia András magyar gazdálkodó, kisbirtokos, országgyűlési képviselő († 1952)
- 1882 – Herke Sándor vegyészmérnök, a rizstermesztés agrotechnikájának kidolgozója († 1970)
- 1884 – Slachta Margit szerzetes, feminista politikus, az első magyar női országgyűlési képviselő († 1974)
- 1897 – Gáborjáni Szabó Kálmán magyar festőművész, grafikus († 1955)
- 1900 – Walther Wenck német altábornagy, a berlini csatában a 12. hadsereg parancsnoka († 1982)
- 1905 – Greta Garbo svéd színésznő († 1990)
- 1908 – Hambarcumján örmény születésű szovjet-orosz csillagász († 1996)
- 1911 – Somos András kertészmérnök, a fóliasátras zöldségtermesztés magyarországi meghonosítója, az MTA tagja († 1996)
- 1915 – Páter Tamás Alajos magyar ferences szerzetes, tanár, karnagy, zeneszerző († 1967)
- 1916 – Simándy József Kossuth-díjas magyar operaénekes (tenor) († 1997)
- 1917 – Asbóth József magyar teniszbajnok, teniszedző († 1986)
- 1917 – Pataki Ferenc olimpiai bajnok tornász († 1988)
- 1918 – Johnny Mantz (John Mantz) amerikai autóversenyző († 1972)
- 1924 – Erdei Klári a Magyar Rádió bemondója, műsorvezető († 2017)
- 1924 – Máthé Éva Jászai Mari-díjas magyar színésznő, érdemes művész a Miskolci Nemzeti Színház Örökös Tagja. († 2004)
- 1927 – Kőrös Endre Széchenyi-díjas kémikus, az MTA tagja († 2002)
- 1927 – Szél Júlia magyar újságíró, riporter († 2020)
- 1929 – Olsavszky Éva Kossuth-díjas színésznő, a Budapesti Katona József Színház alapító tagja († 2021)
- 1937 – Kelen Tibor operaénekes, kántor († 2001)
- 1939 – Graham Shelby brit történelmi regényíró († 2016)
- 1941 – Mariangela Melato olasz színésznő („Flash Gordon”, „Summer Night”) († 2013)
- 1942 – Szőcs Kálmán magyar költő, író († 1973)
- 1945 – Eva Jaslar lengyel-amerikai hárfás, a New York Harp Ensemble alapító tagja
- 1946 – Nicholas Clay angol színész, filmszínész (Lancelot az „Excalibur”-ból) († 2000)
- 1948 – Gabnai Katalin magyar drámatanár
- 1950 – Adamis Gusztáv magyar festőművész, szobrászművész, keramikus
- 1950 – Sirkó László magyar színész, a Kecskeméti Katona József Nemzeti Színház örökös tagja
- 1951 – Marc Surer svájci autóversenyző
- 1951 – Dee Dee Ramone német amerikai dalszerző és basszusgitáros, a Ramones alapító tagja († 2002)
- 1952 – Pálinkás József fizikus, politikus, az MTA tagja
- 1957 – Tasnádi Márton magyar rendező († 2017)
- 1961 – James Gandolfini amerikai színész, producer († 2013)
- 1964 – Holly Robinson amerikai színésznő
- 1967 – Tara Fitzgerald angol színésznő („Szirének”)
- 1971 – Jada Pinkett Smith amerikai színésznő
- 1971 – Lance Armstrong amerikai kerékpár-versenyző
- 1972 – Tabitha Tsatsa zimbabwei atléta
- 1973 – James Marsden amerikai színész
- 1975 – Jason Sudeikis kétszeres Golden Globe-díjas amerikai színész, forgatókönyvíró, producer
- 1976 – Ronaldo (er. Ronaldo Luis Nazário de Lima) brazil válogatott labdarúgó
- 1985 – Kosik Anita magyar színésznő
- 1988 – Kozma Károly magyar válogatott tekéző
- 1992 – Weisz Fanni hallássérült fotómodell, szépségkirálynő, esélyegyenlőségi aktivista
- 1994 – Domonic Bedggood ausztrál műugró
- 2008 – Jackson Robert Scott amerikai színész

## Halálozások
- 0096 – Titus Flavius Domitianus római császár (* 51)
- 1180 – VI. (Ifjú) Lajos francia király (* 1120)
- 1385 – II. Balša zetai fejedelem
- 1783 – Leonhard Euler svájci matematikus (* 1707)
- 1797 – Lazare Hoche francia hadvezér (* 1768)
- 1847 – Kopácsy József, hercegprímás, esztergomi érsek (* 1775)
- 1852 – Hrabovszky János honvéd altábornagy (* 1777)
- 1872 – XV. Károly svéd király (* 1826)
- 1891 – William Ferrel amerikai meteorológus, az elméleti meteorológia egyik megalapozója (* 1817)
- 1892 – Szuper Károly magyar színész, Petőfi Sándor egykori színigazgatója (* 1821)
- 1903 – Adorján Jenő magyar hegedűművész, zeneszerző (* 1874)
- 1911 – Pjotr Arkagyjevics Sztolipin orosz miniszterelnök (* 1862)
- 1939 – Stanisław Ignacy Witkiewicz lengyel festő, író, filozófus, fényképész (* 1885)
- 1951 – Rátkai Márton Kossuth-díjas magyar színművész (* 1881)
- 1961 – Dag Hammarskjöld Nobel-díjas svéd politikus, diplomata, az ENSZ második főtitkára (* 1905)
- 1963 – Benedek Tibor magyar színművész (* 1911)
- 1963 – Tassy András magyar színész (* 1900)
- 1967 – John Cockcroft Nobel-díjas angol fizikus, egyike az angol radarrendszer kifejlesztőinek (* 1897)
- 1968 – Franchot Tone amerikai színész (* 1905)
- 1970 – Jimi Hendrix amerikai rockzenész, gitáros, énekes (* 1942)
- 1973 – Vályi Péter vegyészmérnök, miniszter, miniszterelnök-helyettes, az MSZMP KB tagja (* 1919)
- 1997 – Vámosi János magyar énekes (* 1925)
- 2015 – Békés András Kossuth-díjas magyar rendező (* 1927)

## Nemzeti ünnepek, emléknapok, világnapok
- 1810 – Chile: a függetlenség kikiáltásának napja
- 2008 – Budapest: az illetlenség első világnapja